# Galen Rupp
Galen Rupp (* 8. května 1986 Portland) je americký vytrvalec. Je absolventem Oregonské univerzity a trénuje ho Alberto Salazar.
V roce 2003 vyhrál na juniorském mistrovství Ameriky běh na 5000 m, v roce 2004 ho časopis Track & Field News zvolil středoškolským atletem roku. V roce 2009 získal cenu The Bowerman pro nejlepšího univerzitního atleta v USA. Na mistrovství světa v atletice 2009 obsadil osmé místo v běhu na 10000 metrů, na halovém mistrovství světa v atletice 2010 skončil na tříkilometrové trati pátý. Na mistrovství světa v atletice 2011 byl sedmý na 10000 metrů a pátý na 5000 metrů, na olympiádě 2012 získal stříbrnou medaili na 10000 metrů a na poloviční trati doběhl na sedmém místě. Na mistrovství světa v atletice 2013 byl čtvrtý na 10000 metrů a osmý na 5000 metrů. Na halovém mistrovství světa v atletice 2014 skončil čtvrtý v závodě na 3000 metrů, na mistrovství světa v atletice 2015 byl pátý na 5000 metrů i na dvojnásobné trati. Získal bronzovou medaili v maratonu na olympiádě 2016, kde také obsadil páté místo v běhu na 10000 metrů. Vyhrál Chicagský maraton 2017, Pražský maraton 2018 a půlmaraton z Říma do Ostie v roce 2018, na Bostonském maratonu byl v roce 2017 druhý za Geoffreyem Kiruiem. Je jedenáctinásobným mistrem USA na tratích od 5000 m po maraton a drží čtyři severoamerické kontinentální rekordy: 26:44.36 na 10000 metrů a v hale 7:30.16 na 3000 metrů, 8:07.41 na dvě míle a 13:01.46 na 5000 metrů.